# Eilema saerdabensis
Eilema saerdabensis är en fjärilsart som beskrevs av Daniel 1939. Eilema saerdabensis ingår i släktet Eilema och familjen björnspinnare. Inga underarter finns listade i Catalogue of Life.